# قطعنامه ۲۱۱۷ شورای امنیت
قطعنامه ۲۱۱۷ شورای امنیت سازمان ملل متحد سندی بین‌المللی دربارهٔ معاهدهٔ تجارت اسلحه، سلاح‌های سبک و اسلحه‌های کوچک است. این قطعنامه طی نشست شورای امنیت سازمان ملل متحد در تاریخ ۲۶ سپتامبر ۲۰۱۳ میلادی با ۱۴ رأی موافق، ۱ مخالف و ۰ ممتنع به تصویب رسید.